# 楚迪氏山鱂
楚迪氏山鱂為輻鰭魚綱鯉齒目鯉齒亞目鯉齒鱂科的其中一種，分布於南美洲的的喀喀湖流域，體長可達20公分，棲息在中底層水域，生活習性不明，可做為觀賞魚。该物种的种加词得自瑞士博物学家约翰·雅各布·冯·楚迪。

## 擴展閱讀
維基物種上的相關：楚迪氏山鱂